# Tarnowce
Tarnowce – kolonia w Polsce położona w województwie świętokrzyskim, w powiecie staszowskim, w gminie Łubnice.
W latach 1975–1998 miejscowość administracyjnie należała do województwa tarnobrzeskiego.